# Carl Fredrik Mennander
 Carl Fredrik Mennander, född den 19 juli 1712 i Stockholm, död den 22 maj 1786 i Uppsala, var biskop i Åbo stift 1757–1775 och svensk ärkebiskop 1775–1786.

## Biografi
Carl Fredrik Mennanders föräldrar var kyrkoherden i Vigalas (tyska: Fickel) församling i Estland Anders Mennander och Margareta Elisabet Ruuth, vilka hade flytt till Sverige undan ryssarna. Morfadern Abraham Ruuth var pastor i domkyrkan i Reval och mormodern Dorotea Elisabeth Wassenia är en av stammödrarna till ätten Raab i hennes andra äktenskap. Farfadern och farfars far hade varit kapellaner i Nykyrka socken i Finland; även farfars farfar och farfars farfars far hade varit prästvigda. Släkten Mennander hade tidigare kallat sig Brygger, Cerestes och Raumannus, och två förfäder, Mathias Sigfridi Brygger och hans svärfader Mathias Petri, undertecknade Uppsala mötes beslut. 
Mennander studerade från 1728 i Åbo och 1731–1734 i Uppsala samt blev filosofie magister på det förra stället 1735. Han befordrades till filosofie adjunkt i Åbo 1738 och blev efter en tids vistelse i Stockholm 1746 professor i fysik och prästvigdes samma år.
1749 utnämndes han till kyrkoherde i Maria prebendepastorat, blev 1752 teologie doktor samt fjärde professor i teologiska fakulteten, en lärostol han 1755 utbytte mot tredje teologiska professuren samt kallades och utnämndes till biskop i Åbo 1757. Efter arton års ämbetsutövning på detta ställe, varunder han 1773 blivit ledamot i bibelkommissionen, utnämndes han 1775 till ärkebiskop och prokansler i Uppsala och innehade ämbetet till sin död där den 22 maj 1786. Han utnämndes av Gustav III till en av kronprins Gustav Adolfs faddrar vid dennes dop den 10 november 1778 och fick vid drottningens kyrktagning den 27 december 1778 mottaga Gustav III:s faddertecken. 
Mennander var gift två gånger, första gången 1741 med Ulrika Palén, dotter till häradshövdingen Abraham Paléen och Margareta Tigerstedt och av samma släkt som af Palén. Han gifte sig andra gången 1747 med Johanna Magdalena Hassel, dotter till professorn i Åbo Henrik Hassel och Catharina Meurman, av samma släkt som Mannerstedt. I andra äktenskapet föddes Carl Fredrik, som adlades Fredenheim.

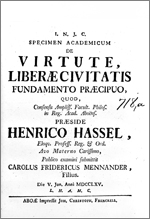
Carl Fredrik Mennanders avhandling Virtute librae civitatis fundamentarum principipium (1765)

## Ämbetsgärning
Mennander, som anslöt sig till Hattpartiet, bevistade alla riksdagar 1756–78, den sista som självskriven talman i prästeståndet och var den förste ledamoten av nordstjärneorden från det andliga ståndet.
På vetenskapernas område ägde han i synnerhet ett aktat namn som teolog, natur- och historieforskare. Under hans tillsyn och ledning fullbordades den förbättrade upplagan av finska bibeln, och genom hans omsorg inrättades vid Åbo akademi en ny kemisk lärostol, en anatomisal, ett kemiskt laboratorium, en akademisk trädgård med drivhus, osv.
Över hans grav i Uppsala domkyrka lät sonen, överintendenten och konstvännen Carl Fredrik Fredenheim sätta upp ett praktfullt epitafium av vit marmor, förfärdigat av Giuseppe Angelini i Rom. 

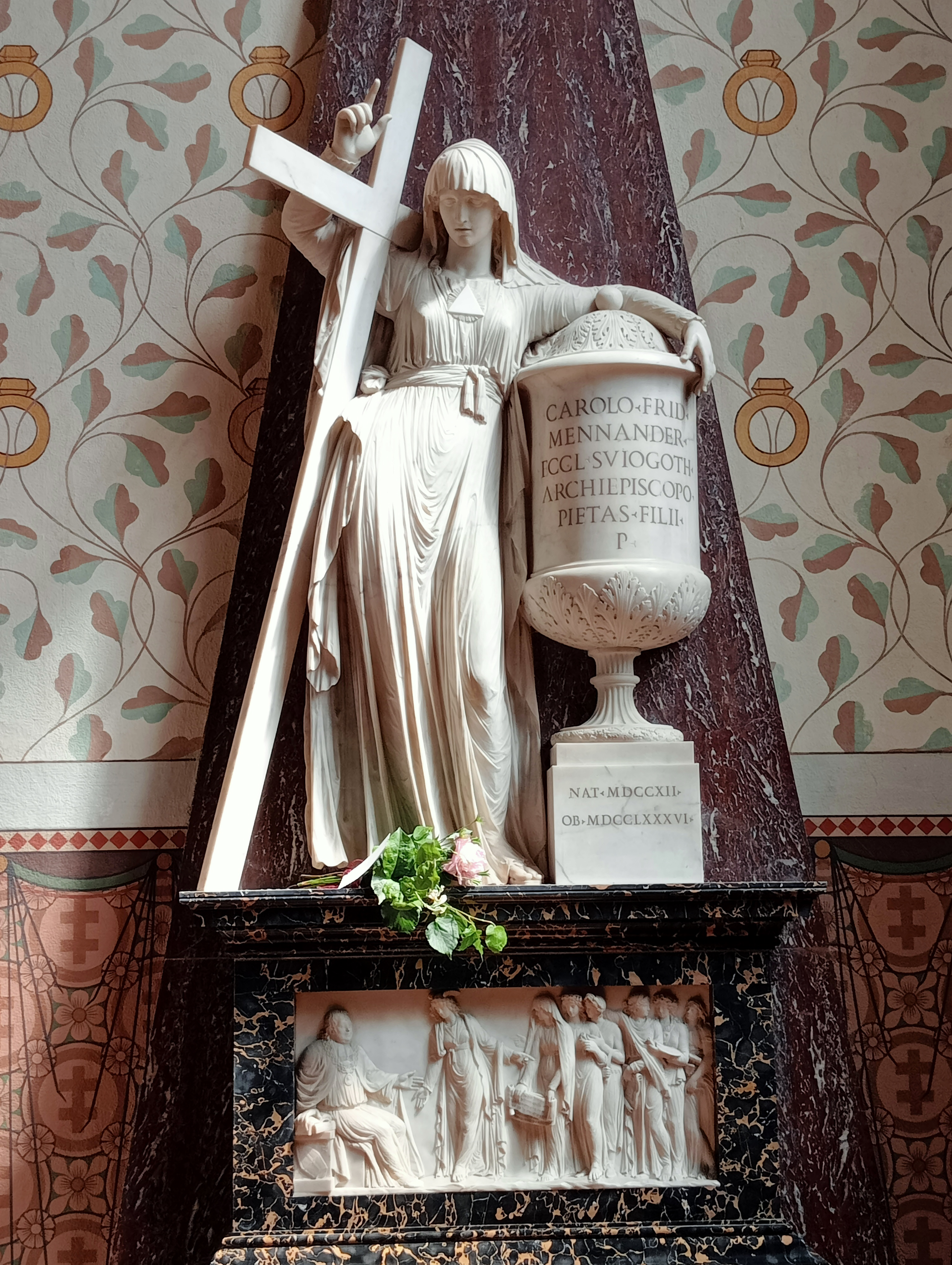
Ärkebiskop Karl Fredrik Mennanders gravsten i Uppsala domkyrka

Som ledamot av Kungliga Vetenskapsakademien från 1744 presiderade Mennander för 73 akademiska disputationer och utgav ett stort antal tal och avhandlingar. Hans stora brevväxling, som bevarats i Kungliga bibliotekets samlingar i Stockholm, är av särskild vikt för Åbo högskolas historia under 1700-talet. Mennander var också en av sin tids förnämsta bibliofiler.

## Utmärkelser
- Ledamot av Nordstjärneorden,  22 november 1784[2]

[Redigera Wikidata]